# Jordliknande planet

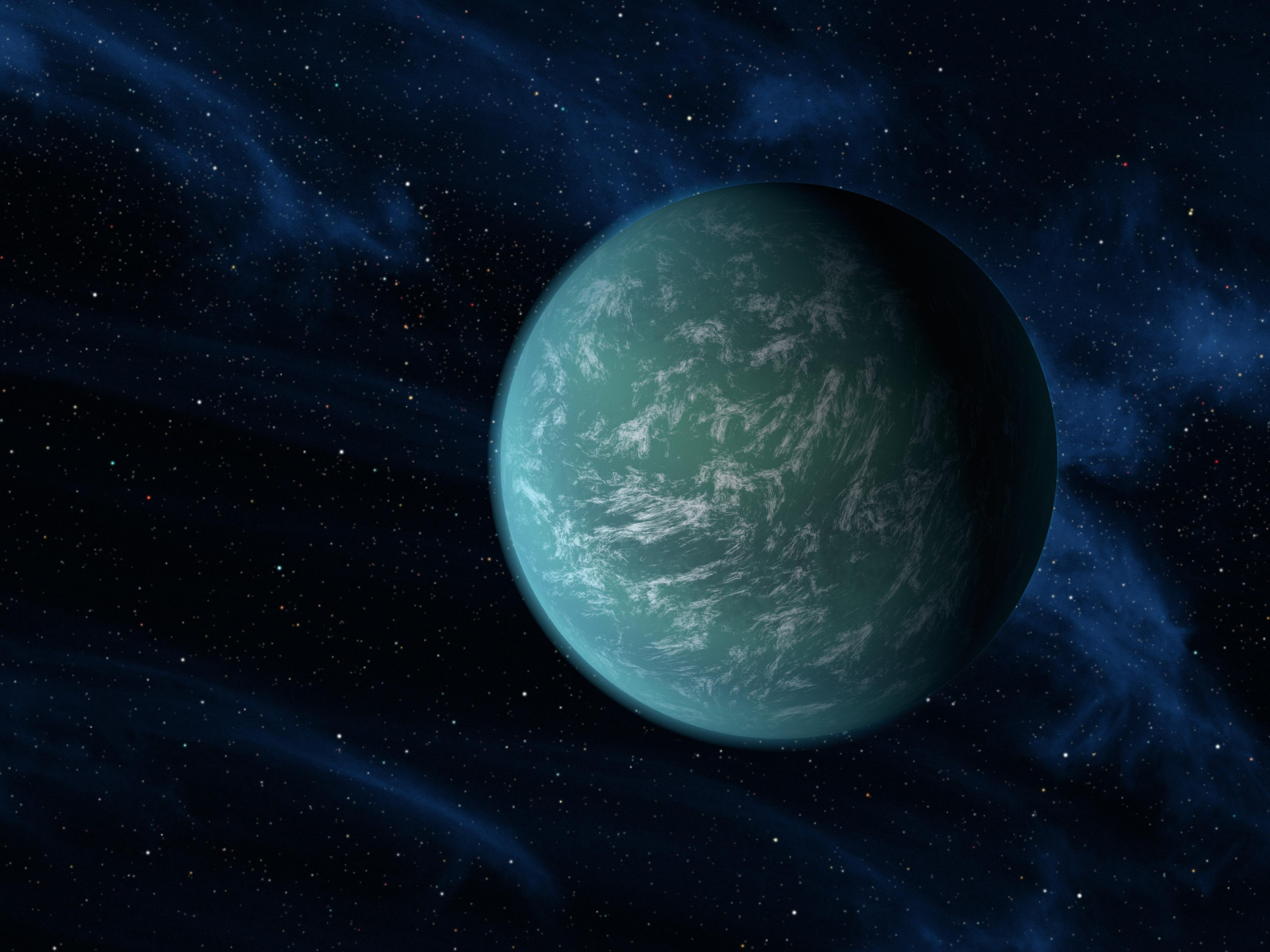
Konstnärs föreställning av Kepler-22b, en tänkbar jordliknande planet i omlopp runt en solliknande stjärna, 600 ljusår bort från Jorden.

En jordliknande planet är en himlakropp (planet eller naturlig satellit) som har naturförhållanden som påminner om jordens och därmed kan innebära en möjlighet till att finna utomjordiska livsformer. Jordliknande planeter är stenplaneter och återfinns i den beboeliga zonen där det inte är för varmt eller för kallt för liv.
Den 4 november 2013 rapporterades, efter data från Keplerteleskopet, att det kan finnas över 40 miljarder jordliknande exoplaneter i beboeliga zoners som snurrar runt solliknande stjärnor och röda dvärgstjärnor bara inom Vintergatan. 11 miljarder av dessa planeter antas kretsa runt solliknande stjärnor. och den närmaste sådana planeten antas enligt vetenskapsmännen vara 12 ljusår bort.

## Historik

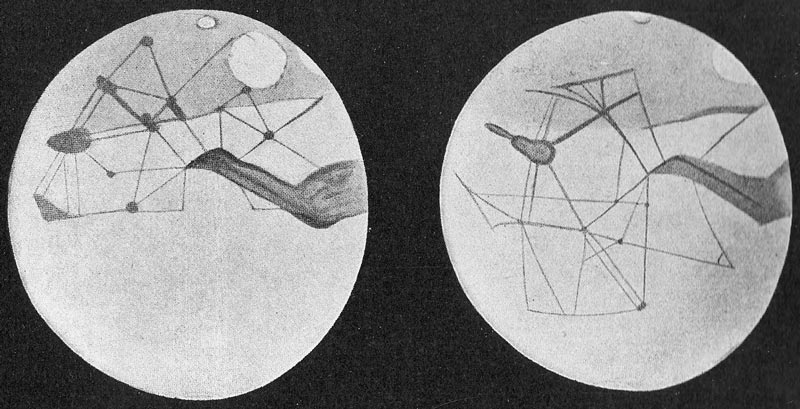
Percival Lowell beskrev Mars som en torr men jordliknande planet, och beboelig för utomjordiska civilisationer.

Cirka 400 före Kristus menade Filolaos att Antijorden existerade.

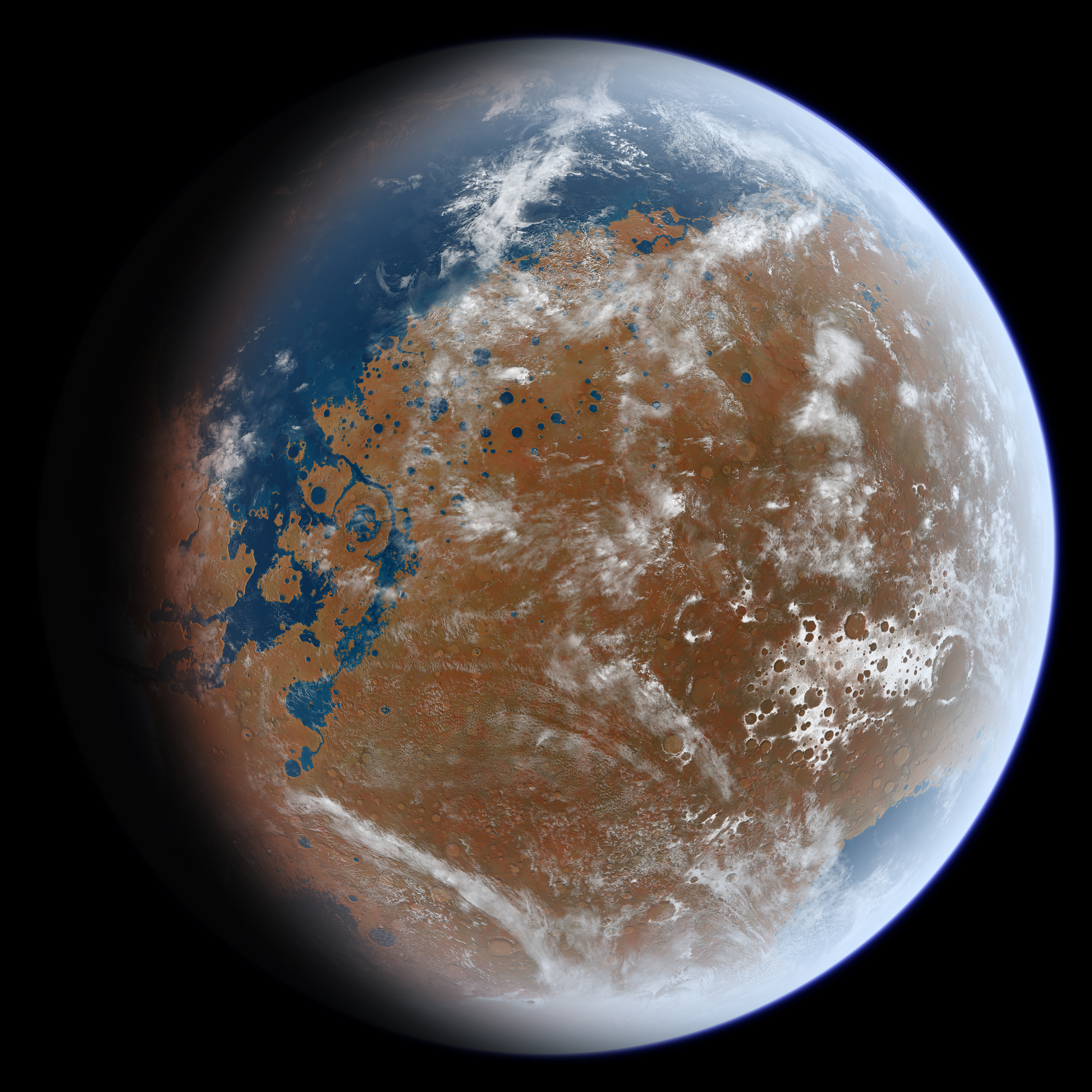
Konstnärs föreställning av Mars under en tid då liv kan ha funnits på planeten.

Under 1800-talet till tidigt 1900-tal trodde många, även vetenskapsmän, att Mars och Venus var mer jordliknande, och man trodde det fanns kanaler på Mars. Dessa idéer har senare övergivits, vilket definitivt skedde genom 1960- och 70-talens besök från rymdsonder. Däremot menar vissa att dessa planeter kan ha varit mer jordlika tidigare.

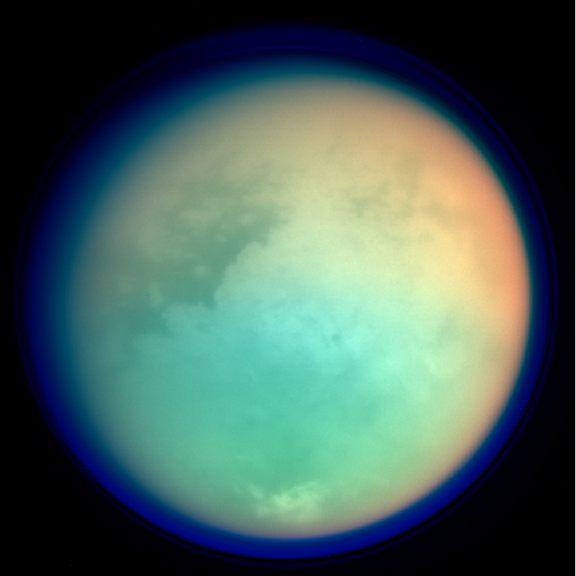
Titan

Även på Titan har vissa jordliknande fenomen hittats, bland annat i atmosfären.

## Terraformering

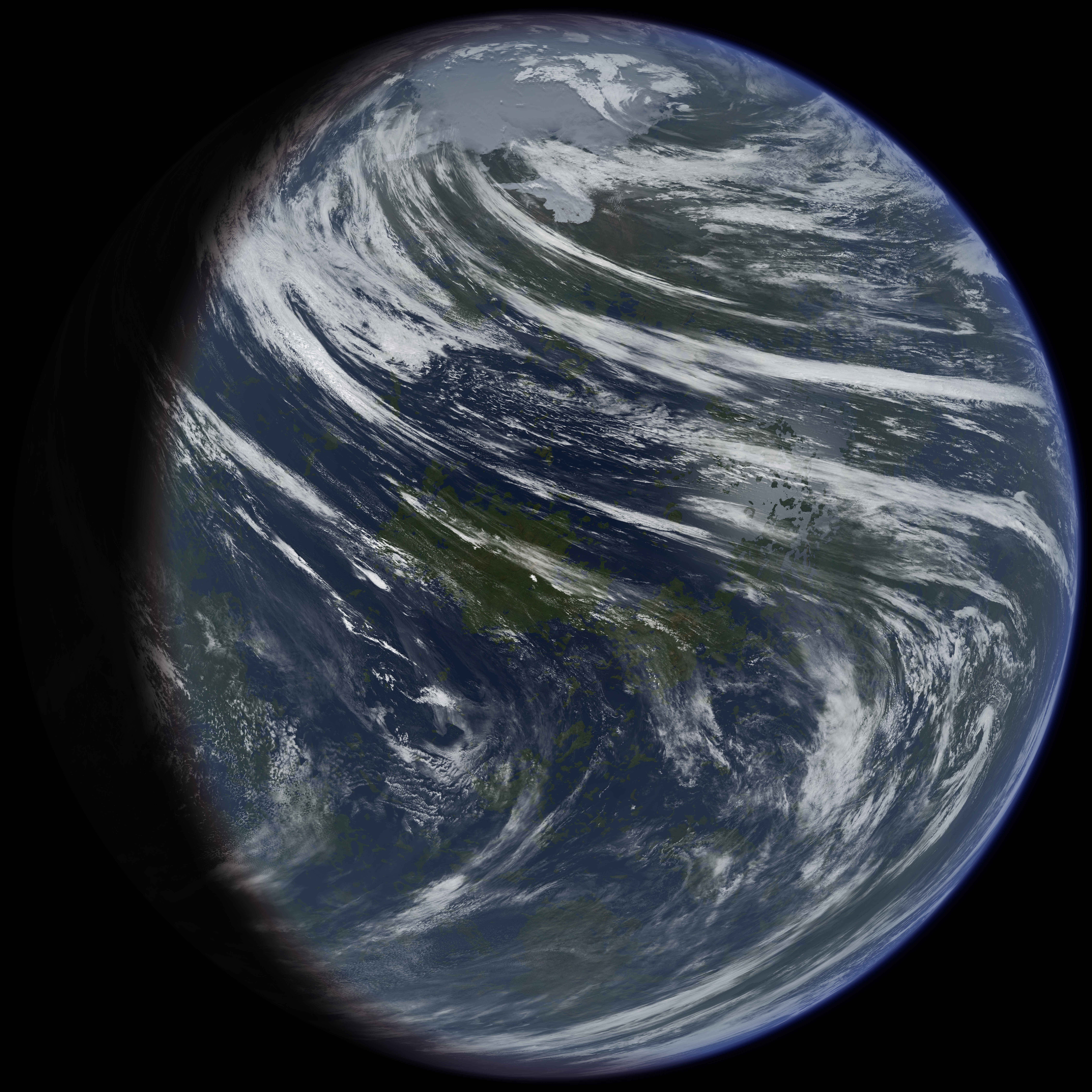
Konstnärs föreställning av Venus efter terraformering

Terraformering är en idé om att människan förändrar en planets natur, för att göra den mer jordlik och beboelig.

## Exempel på jordliknande planeter
| Namn          | ESI  | Massa (M⊕) | Avstånd från jorden (ljusår) |
| ------------- | ---- | ---------- | ---------------------------- |
| Luyten b      | 0.95 | 2.8        | 12.2                         |
| TRAPPIST-1e   | 0.87 | 0.772      | 39                           |
| Kepler-442b   | 0.88 | 2.3        | 1,204                        |
| Gliese 667 Cc | 0.84 | 3.6        | 23.6                         |
| Kepler-283c   | 0.79 |            | 1,496                        |
| Gliese 581g   | 0.76 |            | 20.2                         |
| Kepler-22b    | 0.71 |            | 619                          |
| Kepler-62f    | 0.67 | 2.8        | 1,200                        |
| Kepler-186f   | 0.64 |            | 580                          |
| Gliese 667 Ce | 0.60 | 2.7        | 23.6                         |
| Gliese 581d   | 0.53 | 6.98       | 20.2                         |

### Fotnoter
1. 1 2  Overbye, Dennis (4 november 2013). ”Far-Off Planets Like the Earth Dot the Galaxy”. New York Times. http://www.nytimes.com/2013/11/05/science/cosmic-census-finds-billions-of-planets-that-could-be-like-earth.html. Läst 14 augusti 2014.
2. 1 2  Petigura, Eric A.; Howard, Andrew W.; Marcy, Geoffrey W. (31 oktober 2013). ”Prevalence of Earth-size planets orbiting Sun-like stars”. Proceedings of the National Academy of Sciences. doi:10.1073/pnas.1319909110. https://arxiv.org/abs/1311.6806. Läst 14 augusti 2014.
3. ↑  Khan, Amina (14 augusti 2014). ”Milky Way may host billions of Earth-size planets”. Los Angeles Times. http://www.latimes.com/science/la-sci-earth-like-planets-20131105,0,2673237.story. Läst 5 november 2013.